# Pompeia (germana de Gneu Pompeu)
Pompeia (en llatí Pompeia) va ser la germana de Gneu Pompeu Magne, filla per tant de Gneu Pompeu Estrabó. Formava part de la gens Pompeia, una antiga família d'origen plebeu.
Es va casar amb Gai Memmi, un aliat de Pompeu Magne amb el que va servir a Sicília l'any 81 aC i que després va ser el seu qüestor a Hispània en la guerra que Pompeu va lliurar contra el popular Quint Sertori, guerra en la que va trobar la mort l'any 76 aC prop de Sagunt. Res és conegut de la vida de Pompeia, i es creu que no va tenir descendència amb Gai Memmi.